# Strážovské vrchy
Strážovské vrchy este o arie protejată (arie de protecție specială avifaunistică — SPA) din Slovacia întinsă pe o suprafață de 58.673,08 ha, integral pe uscat.

## Localizare
Centrul sitului Strážovské vrchy este situat la coordonatele 48°55′50″N 18°25′59″E / 48.93042°N 18.433036°E.

## Înființare
Situl Strážovské vrchy a fost declarat arie de protecție specială avifaunistică în iulie 2003 pentru a proteja 7 specii de plante și 47 de specii de animale.

## Biodiversitate
Situată în ecoregiunea alpină, aria protejată conține 23 de habitate naturale: Păduri de fag Asperulo-Fagetum, Păduri aluvionare cu Alnus glutinosa și Fraxinus excelsior (Alno-Padion, Alnion incanae, Salicion albae), Formațiuni de Juniperus communis pe lande sau pajiști calcaroase, Păduri stepice euro-siberiene cu Quercus spp., Peșteri inaccesibile publicului, Fânețe de joasă altitudine (Alopecurus pratensis, Sanguisorba officinalis), Păduri panonice-balcanice de stejar turcesc - stejar sesil, Mlaștini alcaline, Păduri de fag subalpine medio-europene cu Acer și Rumex arifolius, Păduri de fag Luzulo-Fagetum, Păduri calcicole cu Pinus sylvestris din Carpații Occidentali, Păduri de fag din Europa Centrală dezvoltate pe sol calcaros cu Cephalanthero-Fagion, Izvoare petrifiante cu formare de travertin (Cratoneurion), Păduri pe pante, grohotișuri și ravene de Tilio-Acerion, Pajiști alpine și subalpine calcaroase, Pante stâncoase calcaroase cu vegetație casmofită, Liziere de ierburi înalte hidrofile de câmpie și de nivel montan până la alpin, Grohotișuri medio-europene calcaroase, de la nivel colinar și montan, Păduri panonice cu Quercus pubescens, Pajiști carstice calcaroase sau bazofile, de Alysso-Sedion albi, Pajiști uscate seminaturale și facies de acoperire cu tufișuri pe substraturi calcaroase (Festuco-Brometalia) (* situri importante pentru orhidee), Pajiști panonice carstice (Stipo-Festucetalia pallentis), Păduri panonice cu Quercus petraea și Carpinus betulus.
La baza desemnării sitului se află mai multe specii protejate:
- plante (7): Aconitum firmum subsp. moravicum, papucul doamnei (Cypripedium calceolus), Dianthus nitidus, Himantoglossum adriaticum, sisinei (Pulsatilla grandis), Pulsatilla slavica, Pulsatilla subslavica
- păsări (26): minunița (Aegolius funereus), acvilă de munte (Aquila chrysaetos), cocoșul de mesteacăn (Bonasa bonasia), buha (Bubo bubo), caprimulg (Caprimulgus europaeus), barză neagră (Ciconia nigra), prepeliță (Coturnix coturnix), cristeiul de câmp (Crex crex), ciocănitoare cu spate alb (Dendrocopos leucotos), ciocănitoare neagră (Dryocopus martius), șoim călător (Falco peregrinus), muscar-gulerat (Ficedula albicollis), muscar (Ficedula parva), capîntortură (Jynx torquilla), sfrâncioc roșiatic (Lanius collurio), sfrâncioc mare (Lanius excubitor), Leiopicus medius, muscar sur (Muscicapa striata), viespar (Pernis apivorus), codroșul de pădure (Phoenicurus phoenicurus), ciocănitoare verzuie (Picus canus), mărăcinar negru (Saxicola torquatus), turturică (Streptopelia turtur), silvie porumbacă (Sylvia nisoria),  cocoș de munte (Tetrao urogallus), fluturașul de stâncă (Tichodroma muraria)
- amfibieni (1): izvoraș-cu-burta-galbenă (Bombina variegata)
- mamifere (11): liliac cârn (Barbastella barbastellus), lupul (Canis lupus), vidră de râu (Lutra lutra), râs eurasiatic (Lynx lynx), liliac cu urechi mari (Myotis bechsteinii), liliac cu urechi de șoarece (Myotis blythii), liliac cărămiziu (Myotis emarginatus), liliac comun (Myotis myotis), liliacul mare cu potcoavă (Rhinolophus ferrumequinum), liliacul mic cu potcoavă (Rhinolophus hipposideros), urs brun (Ursus arctos)
- nevertebrate (9): Carabus variolosus, Cucujus cinnaberinus, Euplagia quadripunctaria, rădașcă (Lucanus cervus), fluturele purpuriu (Lycaena dispar), Rosalia alpina, Unio crassus, Vertigo angustior, Vertigo geyeri

Pe lângă speciile protejate, pe teritoriul sitului au mai fost identificate 126 de specii de plante, 7 specii de amfibieni, 26 de specii de mamifere, 19 specii de nevertebrate, 7 specii de reptile.